# Gesualdo Bufalino
Gesualdo Bufalino (Comiso, 15 de novembre de 1920 - 14 de juny de 1996) fou un escriptor italià que va començar a publicar el 1981.

## Biografia

### Infància i primers estudis
Lector voraç des de la infància, Gesualdo Bufalino, fill d'un modest obrer, fa els seus estudis secundaris a Ragusa i el 1936 torna a la seva ciutat natal per treballar com a professor de lletres. El 1939 guanya un premi de composició en prosa llatina a la regió de Sicília, gràcies al qual, juntament amb la resta de premiats de les altres regions italianes, és rebut per Benito Mussolini al Palazzo Venezia de Roma.

### La universitat i la segona guerra mundial
S'inscriu successivament en les facultats de Filosofia i Lletres de Catània i de Palerm, però en el 1942 interromp els seus estudis perquè és cridat a files. El 1943, a Friül, va ser capturat pels alemanys, però va aconseguir fugir al cap de poc i refugiar-se a casa d'uns amics en l'Emília-Romanya, on sobreviu fent classes particulars.
El 1944 emmalalteix de tuberculosi i ha de passar una llarga convalescència, primer a Scandiano, on va disposar d'una imponent biblioteca, i després de l'Alliberament d'Itàlia, en un sanatori proper a Palerm, que abandonarà -completament restablit- el 1946. El temps que va romandre ingressat va ser per ell una dura prova que li va deixar records indelebles de sofriment i que li servirà com a fonament per a l'escriptura de la seva primera novel·la, El sembrador de pesta, que no es publicarà fins a 1981. Acabarà els seus estudis i es llicenciarà en lletres a l'Ateneu de Palerm.

### Primeres publicacions
Entre 1946 i 1948 publica en dos periòdics llombards, L'Uomo i Democrazia, un conjunt d'obres líriques i en prosa. El 1956 col·labora amb algun poema en el Terzo Programma de la Radiotelevisione Italiana. Malgrat el seu relatiu èxit, renúncia a una carrera literària pública per dedicar-se a una vida senzilla i escriure gairebé en secret. Des de 1947 fins a la seva jubilació, es dedica a la docència en un institut de secundària, sense abandonar, excepte brevíssims períodes, la seva ciutat natal, Comiso.

### El sembrador de pesta
Cap a 1950 comença a treballar en un projecte de novel·la i abandona momentàniament la seva activitat poètica. La novel·la, amb el temps, serà el seu primer llibre, El sembrador de pesta. No ho acaba fins a 1971 i ho publicarà una dècada després (el 1981, gràcies a l'obstinació de Leonardo Sciascia i d'Elvira Sellerio). La novel·la tindrà un gran èxit immediat i guanyarà el Premi Campiello. El 1990 s'adaptarà al cinema dirigit per Beppe Cino, amb l'actuació de Remo Girone, Lucrezia Lante della Rovere, Franco Nero, Vanessa Redgrave i Fernando Rei.

### Els últims anys
Després d'El sembrador de pesta, Bufalino va emprendre una prolífica i brillant carrera que es va interrompre dramàticament el 1996, quan va morir a Comiso a conseqüència d'un terrible accident de circulació.

## Traduccions al català
- La llum i el dol (Adesiara, 2013); traducció de Francesc Morfulleda i Caralt
- Qui pro quo (Edicions 62, 1992); traducció de Xavier Riu
- El sembrador de pesta (La Magrana, 1989); traducció de Xavier Riu
- Les mentides de la nit (Edicions B, 1989); traducció de Núria Garcia i Caldés